# 1280-talet

## Händelser

### 1286
- 22 november – Danske kungen Erik Klipping mördas av nio stormän i Finderup, Jylland.

## Födda
- Rikissa, dotter till det svenska kungaparet Magnus Ladulås och Helvig av Holstein, klarissa och abbedissa vid Sankta Klara kloster i Stockholm från 1335.
- Valdemar, son till Magnus Ladulås och Helvig av Holstein, svensk prins, hertig av Finland 1302.

### 1280
- Birger, son till Magnus Ladulås och Helvig av Holstein, svensk kung 1290–1318.
- Herman Swerting, hanseatisk köpman.
- Khwaju Kermani, persisk poet.
- Jan Kukuzeli, albansk sångare.
- Pietro Lorenzetti, framstående italiensk målare.
- Odoricus från Pordenone, italiensk missionär.

### 1281
- Augusti – Elizabeth av Rhuddlan, född i Rhuddlan, dotter till Edvard I av England och Eleanora av Kastilien.
- Jurij, storfurste av Moskva och staden Vladimir.

### 1282
- 5 maj – Don Juan Manuel, född i spanska Escalona, spansk författare.
- Erik I, hertig av Sachsen-Lauenburg från 1305 till sin död 1361.
- Erik Magnusson, hertig av Södermanland 1303.
- Innocentius VI, påve i Avignon från 1352 till sin död cirka tio år senare.
- Ludvig IV, kurfurste av Bayern från 1294, kung av Tyskland från 1314 och tysk-romersk kejsare från 1328 till 1347.
- Marguerite av Frankrike, engelsk drottning, andra hustru till Edvard I.

### 1283
- Margareta, skotsk drottning 1286–1290.

### 1284
- 25 april – Edvard II, kung av England 1307–1327.
- Piers Gaveston, Edvard II:s gunstling.
- Johan I (nederländska: Jan I), greve av Grevskapet Holland från 1296.
- Simone Martini, framstående italiensk målare.
- Orhan, härskare av det Osmanska riket 1326–1359.

### 1285
- Benedictus XII, född i Toulouse, död i Avignon, påve från 1334 till sin död 1342.
- William Ockham, född i byn Ockham, engelsk franciskanermunk och filosof.
- Stefan Uroš III Dečanski, kung av Serbien 1321–1331.

### 1286
- Hugh Despenser den yngre, riddare.
- Johan III, hertig av Bretagne från 1312 till sin död 1341.

### 1288
- Ivan I Danilovitj, furste av Moskva från 1325 och storfurste av Vladimir-Suzdal från 1328.
- Karl I Robert av Ungern, född i Neapel, död i Visegrád, kung av Ungern från 1308 till sin död 1342.

### 1289
- 4 oktober – Ludvig X, kung av Frankrike 1314–1316 och under namnet Ludvig I av Navarra 1305–1314.
- 6 oktober – Wenzel III, kung av Böhmen.
- Fredrik III, kung av Tyskland.

## Avlidna

### 1284
- 4 april – Alfons X, kung av Galicien, Rom, Kastilien och León från 1254.

### 1285
- 7 januari – Karl I av Anjou, kung av Sicilien 1266-1285.
- 28 mars – Martin IV, påve 1281-1285.
- 22 augusti – Filippo Benizi, italiensk servitmunk och bekännare.
- 5 oktober – Filip III, kung av Frankrike 1270-1285.
- 2 november – Peter III, kung av Aragonien 1276-1285.

### 1286
- 19 mars – Alexander III, kung av Skottland 1247-1286.
- 3 juli – Gregorius Bar-Hebraeus, catholicos i Syrisk-ortodoxa kyrkan.
- 30 juli – Johan I, hertig av Sachsen-Lauenburg 1260/1261-1286
- 22 november – Erik Klipping, kung av Danmark 1259-1286.
- Bo, biskop i Linköping.
- Wilhelm av Moerbeke, översättare.
- Sofia, dotter till kung Erik Plogpenning av Danmark och svärdotter till Birger jarl.

### 1287
- 3 april – Honorius IV, påve 1285-1287.
- 26 mars – Ingeborg Eriksdotter, drottning av Danmark 1263-1280.
- Jutta av Sachsen

### 1288
- 15 februari – Henrik den upplyste, markgreve av Meissen 1221–1288 (död i Dresden).
- Adam de la Halle, fransk trubadur, poet och musiker.
- Mechtild av Holstein, drottning av Danmark (död i Kiel).
- Ibn an-Nafis, arabisk läkare.[1]
- Rikissa Birgersdotter, dotter till Birger jarl, furstinna av Werle.

### 1289
- 29 januari – Jens Dros, ärkebiskop av Lund 1280–1289.
- Fakhr ad-din Araqi, död i syriska Damaskus, framstående persisk diktare och sufimästare i Suhrawardiyya-orden.
- Petrus de Dacia, död i Visby, dominikanbroder som brukar anses som Sveriges första författare.